# U-611
Unterseeboot 611 foi um submarino alemão do Tipo VIIC, pertencente a Kriegsmarine que atuou durante a Segunda Guerra Mundial.
O U-611 esteve em operação no ano de 1942, realizando uma patrulhas de guerra. O submarino foi afundado no dia 8 de dezembro de 1942 por cargas de profundidade lançadas por uma aeronave britânica Liberator (Sqdn. 120/B), causando a morte de todos os 45 tripulantes.

## Comandantes
| Comandante                 | Data                                            |
| -------------------------- | ----------------------------------------------- |
| Kptlt. Nikolaus von Jacobs | 26 de fevereiro de 1942 - 8 de dezembro de 1942 |

## Subordinação
| Período                                          | Flotilha                  |
| ------------------------------------------------ | ------------------------- |
| 26 de fevereiro de 1942 - 30 de setembro de 1942 | 5. Unterseebootsflottille |
| 1 de outubro de 1942 - 8 de dezembro de 1942     | 3. Unterseebootsflottille |

## Operações conjuntas de ataque
O U-611 participou das seguinte operações de ataque combinado durante a sua carreira:
- Rudeltaktik Kreuzotter (17 de novembro de 1942 - 22 de novembro de 1942)
- Rudeltaktik Drachen (22 de novembro de 1942 - 3 de dezembro de 1942)
- Rudeltaktik Panzer (3 de dezembro de 1942 - 8 de dezembro de 1942)